# Argentine aux Jeux olympiques d'été de 1968
L'équipe olympique argentine participe aux Jeux olympiques d'été de 1968 à Mexico. Elle y remporte deux médailles : deux en bronze, se situant à la quarante-et-unième place des nations au tableau des médailles. Le cavalier Carlos Moratorio est le porte-drapeau d'une délégation argentine comptant 89 sportifs (84 hommes et 5 femmes).